# Шаолінь
Шаолінь (кит. 少林寺, пін. Shàolín sì, Шаоліньси) — буддистський монастир у центральному Китаї (провінція Хенань, м. Денфен). Розташований на горі Суншань.

## Історія
У цьому місці ще на початку V століття з'явився даоський монастир, де мешкав Коу Цяньчжи, проте пізніше після гонінь на даосизм монастир зайняли буддисти.
Заснований в 495 році за підтримки імператора Сяо Вень-ді (дин. Північна Вей) індійським буддійським ченцем на ім'я Бхадра (Бато 跋陀 Bátuó, Buddhabhadra). В 530-х в монастирі зупинявся перший патріарх чань-буддизму Бодхідхарма (Путідамо, Дамо). Індійський чернець Бодхідхарма передав ченцям Шаоліня метод, який докорінно змінив їхню буддистську практику. Разом з цим вони отримали способи вдосконалення медитації та підтримки фізичного здоров'я.
У 620 році тринадцять шаолінських ченців допомогли Лі Шиміню (李世民, 599—649) утриматися на престолі, і монастир отримав дозвіл утримувати монарше військо. Таким чином, Шаолінь виявився наріжним каменем у відновленні династії і прославився як центр бойових мистецтв.
У 1928 році воєначальник Ши Юсан підпалив монастир Шаолінь. Були знищені унікальні писемні джерела, наприклад, трактат Чжан Саньфена 張三丰 (12 ст.), котрого вважали одним з винахідників тайцзіцюаню. У той час у храмі вже не було майстрів.
Пізніше синові майстра Цзи Циня У Шаньліню буде запропоновано повернутися для відродження самобутньої культури і традиційних знань Шаоліня. В той період він залишався в монастирі і навчав ченців протягом трьох років. Таким чином, останні майстри Шаоліня отримали свої знання саме від нього.
У зв'язку з тим, що монастир пролежав у руїнах майже півстоліття, виникли проблеми з поверненням монастирю його традицій (так, після Другої світової війни на руїнах монастиря жило всього сім ченців, з яких лише троє були знайомі з шаолінськими бойовими мистецтвами). Тому влада Китаю залучила до відродження монастиря багатьох народних майстрів ушу, хоч якось знайомих з традиціями Шаоліня.
Після виходу в 1982-у на екрани художнього фільму «Храм Шаоліня» по Китаю прокотилася хвиля популярності Шаоліня, і в монастир прийшло багато нових молодих послушників, котрі щиро тренувалися і вивчали буддизм.
В 1986 році настоятелем монастиря був офіційно затверджений Сінчжен (мирські прізвище та ім'я — Лі Тайбао), який з 1951 року на громадських засадах виконував посаду оберігача монастиря, однак в 1987 році він помер.
Після його смерті загальним голосуванням чань-буддистського товариства Ши Юнсін був затверджений на посаді настоятеля Суншанського Шаолінського монастиря.
Багато шкіл бойових мистецтв походять від Шаоліня. Серед шкіл, що заявляють про свою духовну спорідненість з Шаолінем, відомі китайська школа Шаолінь цюань і японська Сьоріндзі-кемпо.
Популярність Шаоліня в масовій культурі призвела до того, що монастир потужно розрісся, великі кошти були вкладені у благоустрій регіону та індустрію туризму. У монастирі і навколо нього існує велика кількість комерційних шкіл бойових мистецтв, розрахованих на іноземних туристів.
В 1994 році шаолінським ченцем у 34-му поколінні Ши Яньмінем в США був заснований шаолінський храм. У цьому храмі широкому колу людей викладається філософія чань-буддизму за допомогою бойових мистецтв або медитативних технік, таких як: кунгфу, тайцзицюань і цигун. Серед учнів присутні такі відомі особи, як Веслі Снайпс і RZA.

## Архітектура

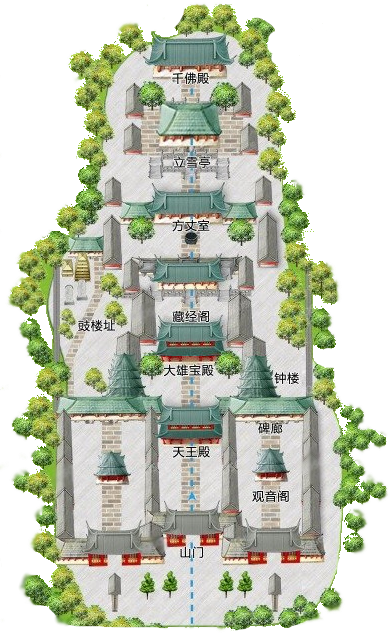
План монастиря

Стародавній архітектурний комплекс Шаоліня розташований на пагорбі під назвою Шао. Містить 7 головних зон, розташованих симетрично вздовж прямої осі. Займає 160 м завширшки та понад 360 м завдовжки. Загальна площа складає 57600 м2. Монастир огинає річка Шао-сі та сосновий ліс. Назва «Шаолінь» відображає розташування комплексу, буквально — «Ліс Шао».
Сучасний вхід до комплексу побудований в 1735 році, за часів правління імператора Іньчженья з династії Цін, складається з порталу, розміщеного на цегляній терасі, до якої ведуть центральні сходи, і колон, увінчаних кам'яними зображеннями китайських левів. На порталі поміщено напис «Шаолінь». По обидва боки від головного входу є ще дві невеликі брами, зведені за часів династії Мін, прикрашені барельєфами левів і феніксів. Східна брама побудована в 1543 році, а Західна а 1555.
Північніше розташовано чотирикутний внутрішній дворик традиційної китайської архітектури, побудований у 1984 році. Там знаходяться 236 скульптур з дерева й теракоти, зібраних у чотирнадцять груп, що ілюструють історію та бойові мистецтва Шаоліня. В сусідньому Залі Небесних Царів до пожежі 1928 року стояли дві скульптури ваджр та чотирьох небесних царів, які охороняли браму. В сучасності вони відновлені.
Ще північніше ліворуч розташована дзвіниця. Її головний дзвін, установлений у 1204 році, зламався під час руйнування дзвіниці в 1928 році, а в 1994 її було відбудовано. Згідно з «Історією храму Шаолінь», дзвін можна було почути за п'ятнадцять кілометрів. Праворуч стоїть барабанна вежа, побудована в 1300 році, зруйнована в 1928 році і відбудована в 1996. Усередині вежі міститься найбільший ручний барабан у Китаї.
За ними стоїть споруда з трьома кімнатами, де знаходяться скульптури кіннар. Її було зруйновано в 1928 році та відбудовано в 1982. Перед приміщенням кіннар є будівля з портретами відомих майстрів Шаоліня та п'ятьма скульптурами бодгісаттв. Також було зруйноване в 1928 році й відбудоване в 1982.
У центрі комплексу перебуває приміщення для релігійної служби ченців. Оригінальна споруда датується 1169 роком, втрачена в 1928 і відбудована в 1985. Поруч стоїть бібліотека, побудована за династії Мін 1565 року. Відбудована в 1982 році. На півночі перебуває резиденція настоятеля монастиря та житло ченців, побудовані в 1750 році. Поруч знаходиться альтанка Дхарми, перед якою стоїть чаша для пожертв.
Північну частину займають споруди з фресками усередині. Головна та найпівнічніша — «Зал тисячі будд», побудована в 1588 році, реставрована у 1639 та 1775 роках. Перед приміщенням є широка тераса з кам'яними перилами та скульптурою, що зображує двох драконів з перлиною. Розміщена там головна фреска зображає 500 аргатів, які споглядають Амітабгу.
На південний схід від монастиря знаходиться «Ліс пагод», яких загалом 243. Всередині них зберігаються останки та реліквії настоятелів монастиря.

## Міфічний «Південний Шаолінь»

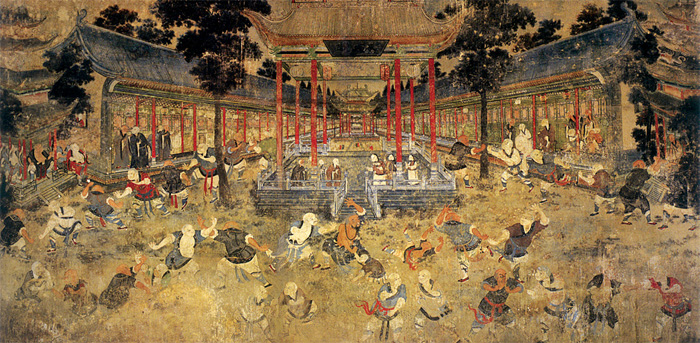
Стінопис, який зображає тренування в Шаоліні

За легендами, «Південний Шаолінь» знаходився в провінції Фуцзянь.
У 1930-40-х роках знаменитий китайський дослідник історії ушу Тан Хао 唐豪 (1887—1959) здійснив польові дослідження і встановив, що монастиря «Південний Шаолінь» не існувало взагалі, що цей монастир був вигаданий в середньовічному «лицарському» романі «Вань нянь Цин» («10 000 років здраствувати імператору династії Цін!») — пригодницький роман, що описує, як один з майбутніх імператорів Китаю нібито інкогніто мандрував по південному Китаю і потрапляв у всякі халепи), а Чжишань (настоятель монастиря «Південний Шаолінь»), Умей (черниця) та інші — просто персонажі цього роману. Позаяк більшість населення Китаю була неграмотною, то літературні твори розповідалися за гроші оповідачами на ринках, і багато простих людей часто не відрізняли художньої вигадки від розповіді про реальні події; тим більше, прості селяни не могли перевірити, що, наприклад, згадувані в історіях про «Південний Шаолінь» географічні об'єкти насправді знаходяться в тисячах кілометрів один від одного, що згадані там люди ніколи не займали приписувані їм посади і т. д.

## Шаолінь у музиці
- Альбом «Радіо Африка» російського музичного гурту «Акваріум» містить композицію «Радіо Шао-Лінь» тривалістю 1 хвилина 33 секунди.
- Пісня російського музичного гурту «Кар-мен» «Південний Шаолінь».
- Американський хіп-хоп гурт Wu-Tang Clan в ліриці і тематикою пропагує саме Шаолінь, він часто зустрічається в текстах гурту і семплах, взятих зі старих фільмів про кунг-фу; репери стверджують, що стиль бою ву-тан бере початок з Шаоліня.

## Шаолінь у літературі
- Генрі Лайон Олді «Месія очищає диск» (роман отримав Почесну медаль монастиря Шаолінь (Китай))

## Шаолінь у кінематографі

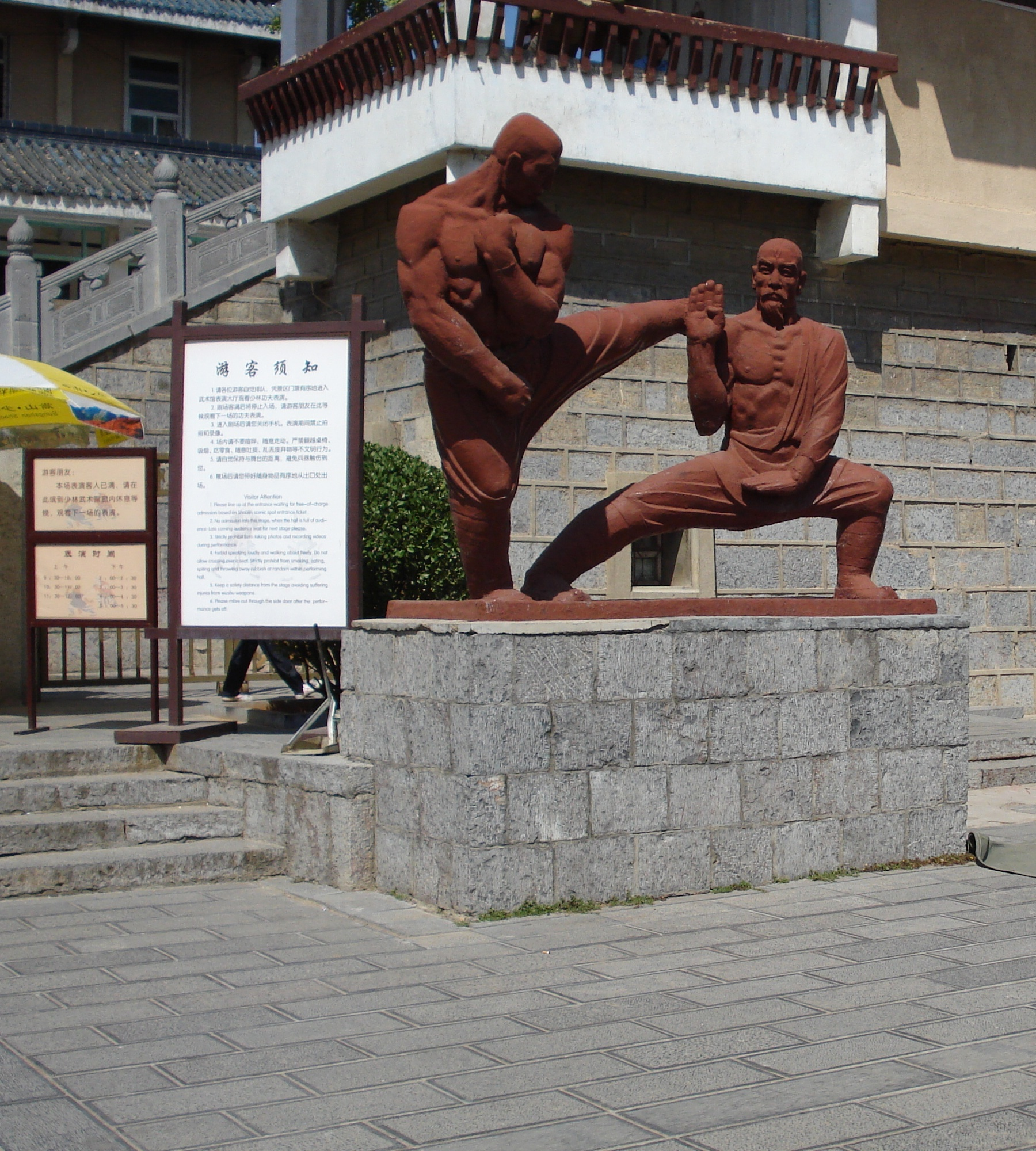
Пам'ятник майстрам Шаоліня

Шаолінський чернець Цянь Гуаньчан (Кейн Кваньчанг) (Девід Керрадайн) є головним героєм популярного серіалу «Кунг Фу» (англ. Kung Fu) (1972—1975).
Наприкінці існування СРСР по центральному телеканалу як додаток до «Клубу кіномандрівників» транслювалися китайські фільми, що склали трилогію про монастир Шаолінь. Ці фільми з Лі Ляньцзе у головній ролі прославляли силу і молодість, братерство і рівність, мужність та вірність традиції на наочних і доступних прикладах.
- Храм Шаоліня (англ. Shao Lin tzu; англ. Shaolin Temple), 1982
- Діти Шаоліня (англ. Shao Lin xiao zi; англ. Shaolin Temple 2: Kids From Shaolin), 1983, режисер Сіньян Чжан
- Бойові мистецтва Шаоліня (Nan bei Shao Lin; Shaolin Temple 3: Martial Arts of Shaolin), 1986, режисер Лю Цзялян

У ролях: Джет Лі (він же Лі Ляньцзе), Цю Цзяньго, Юй Хай, Пань Цінфу
Паралельно з цією трилогією в Гонконзі знімалася інша трилогія про монастир Шаолінь:
- Тридцять шостий зал Шаоліня (Shao Lin san shi liu fang; The 36th Chamber of Shaolin), 1978
- Повернення в 36-й зал Шаоліня (Return to the 36th Chamber), 1982
- Учні 36-го залу Шаоліня (Disciples of the 36th Chamber), 1984

Крім перерахованих вище гонконзьких фільмів в прокаті продовжують з'являтися різноманітні бойовики, в яких згадується Шаолінь, зокрема:
- 18 бронзових бійців
- Абат Шаоліня
- Американський Шаолінь
- Бій з тінню 3D: Останній раунд
- Повернення 18 бронзових бійців
- Воїни храму Шаолінь
- Вихід Дракона
- Золотий плащ Шаоліня
- Монах 2
- Чернець (фільм) (у гол. Ролі Джамал Ажігірей)
- Непереможний боєць із жердиною (Wu Lang ba gua gun), 1983
- Непереможний меч Шаоліня
- Ніндзя п'яти стихій: Також відомий як Китайська Супер Ніндзя, фільм про ченців Шаолінь, 1983
- Нова легенда Шаоліня
- Шлях, 2009
- П'ять бойових машин Шаоліня
- Смертоносні герої Шаоліня
- Шаолінь проти ніндзя, 1983
- Шаолінський футбол (Siu lam juk kau), 2001
- Новий Храм Шаоліня, 2011

## Галерея

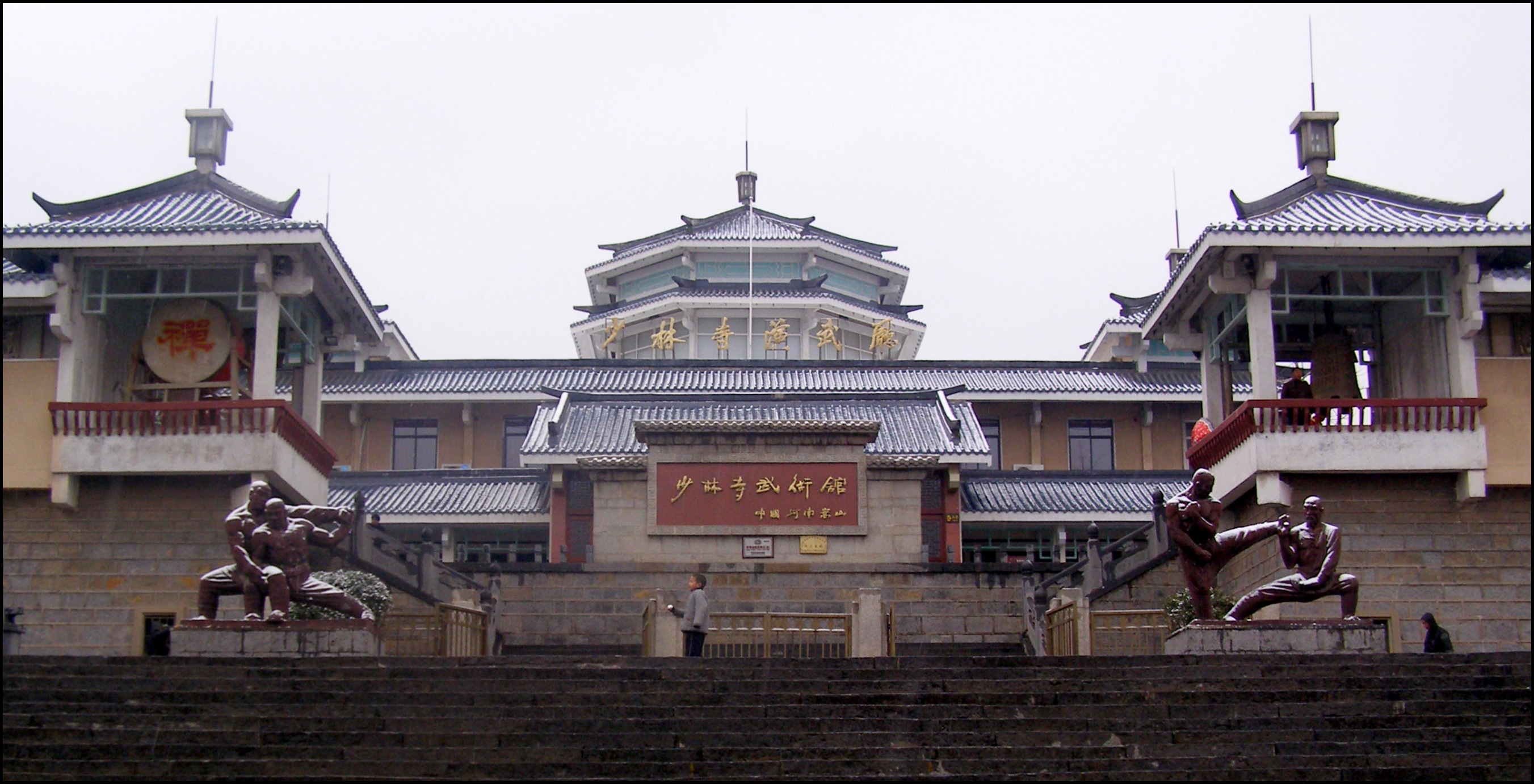
Вхід до монастиря
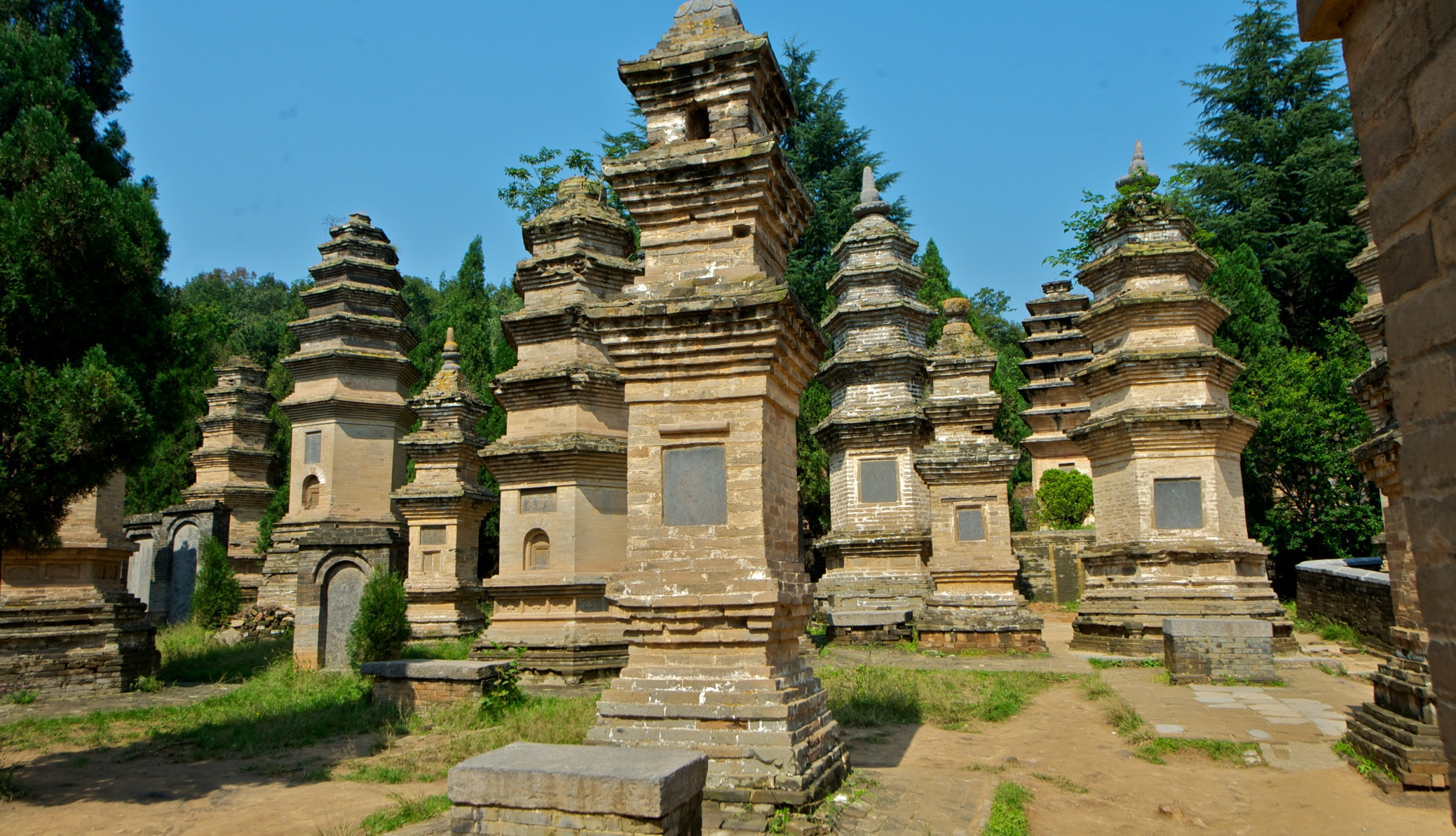
Ліс пагод
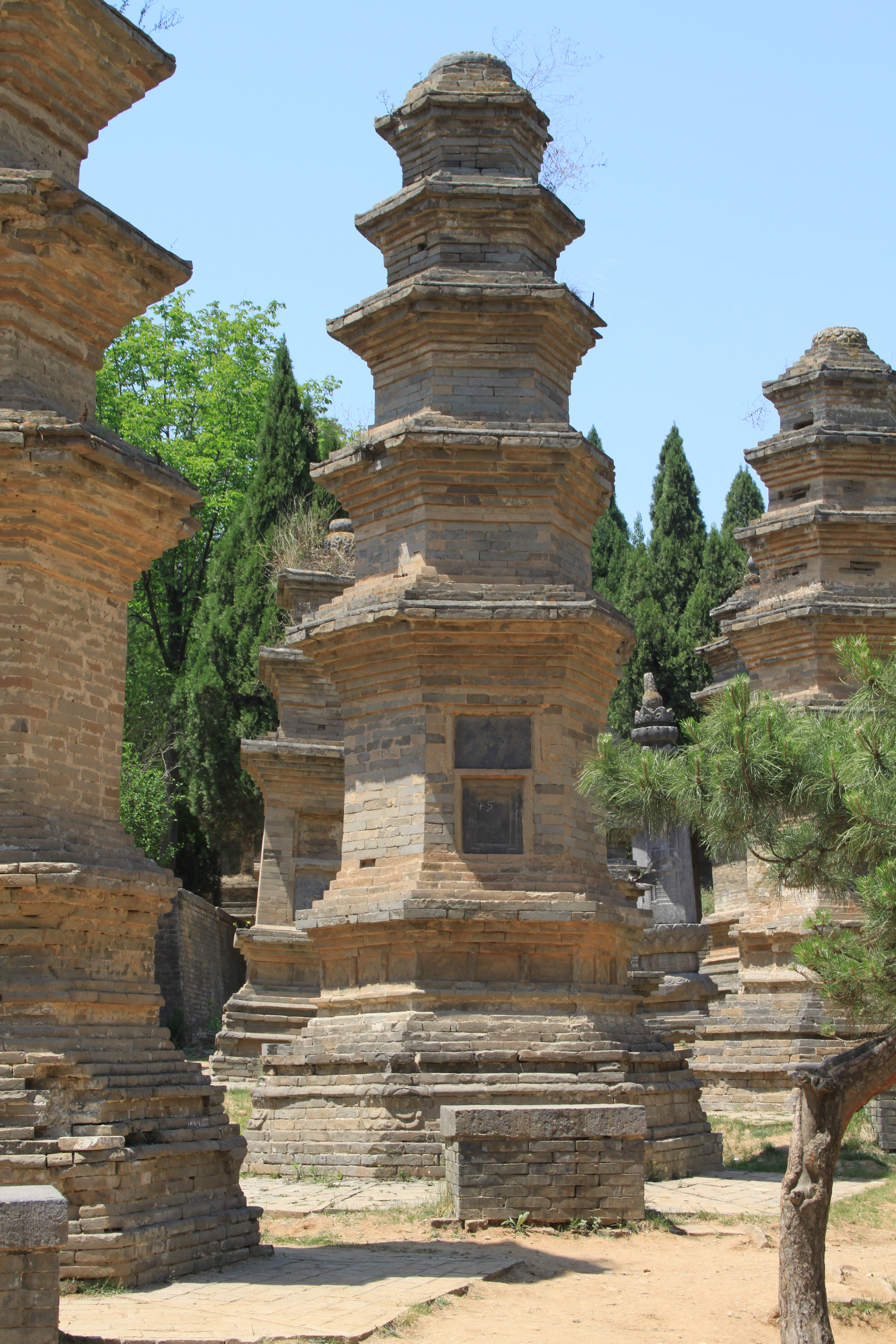
Ліс пагод
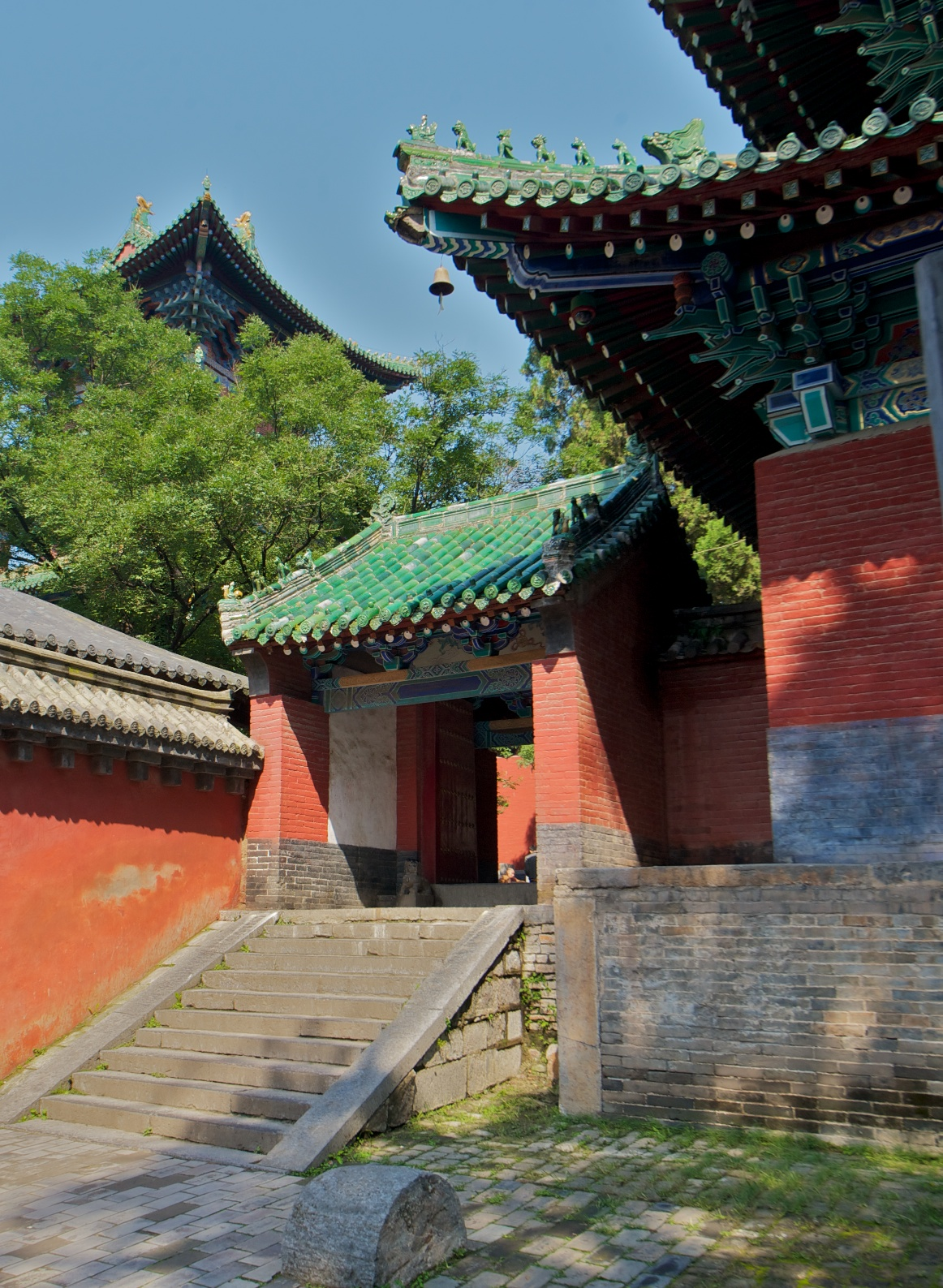
Прохід між зонами монастиря
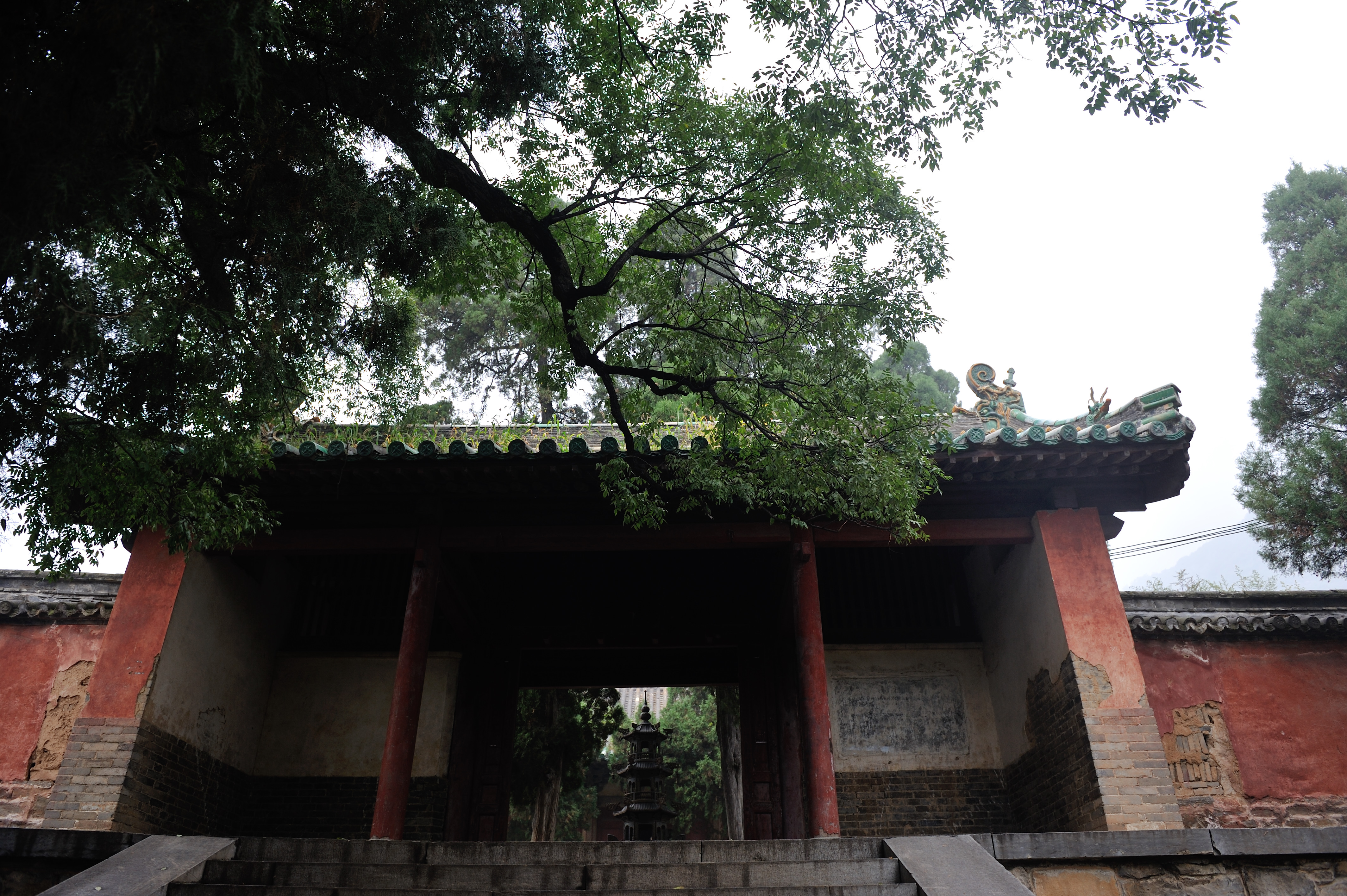
Храм Чузу
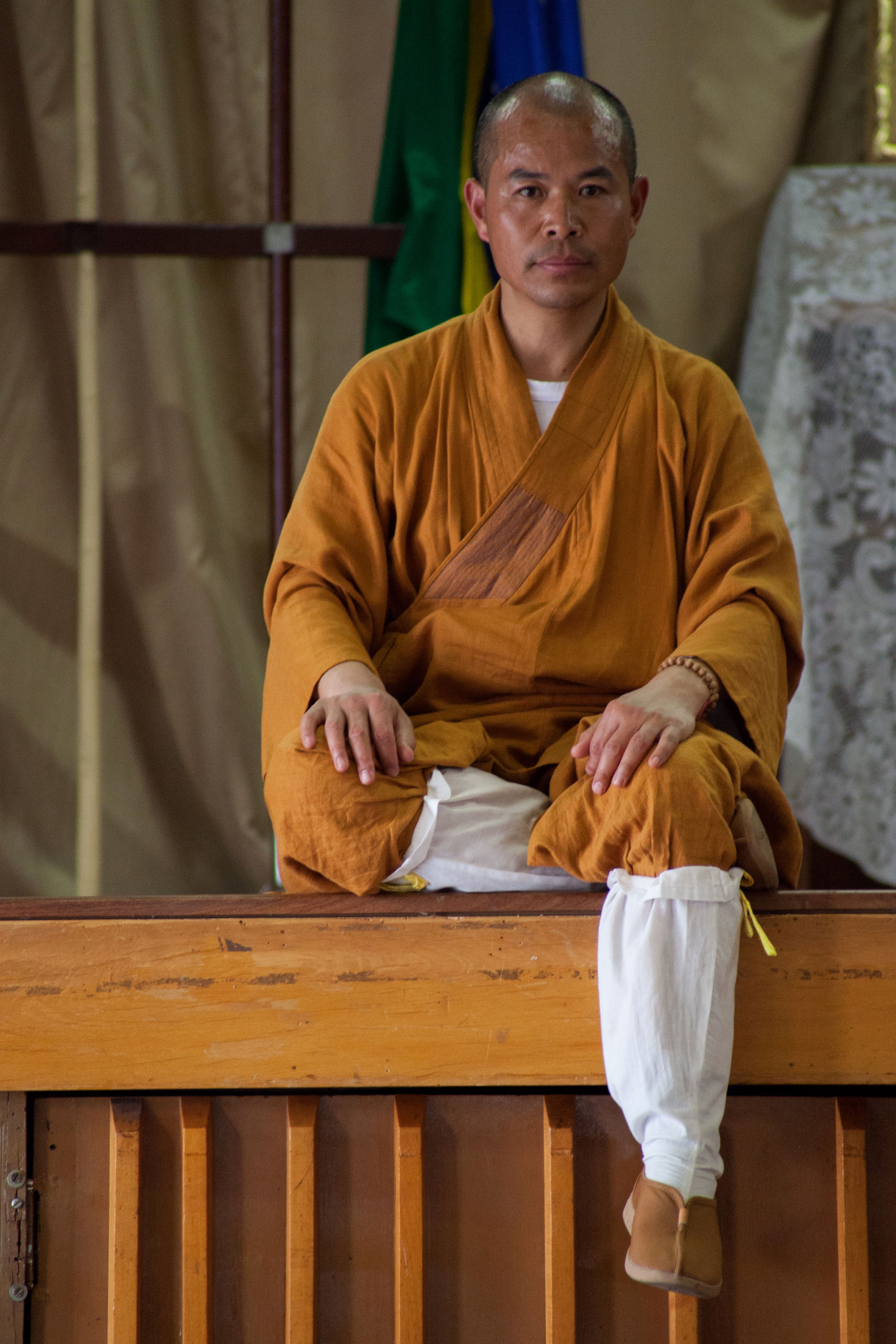
Ши Де Ян, буддистський священник, 31-й великий магістр бойових ченців Шаоліня
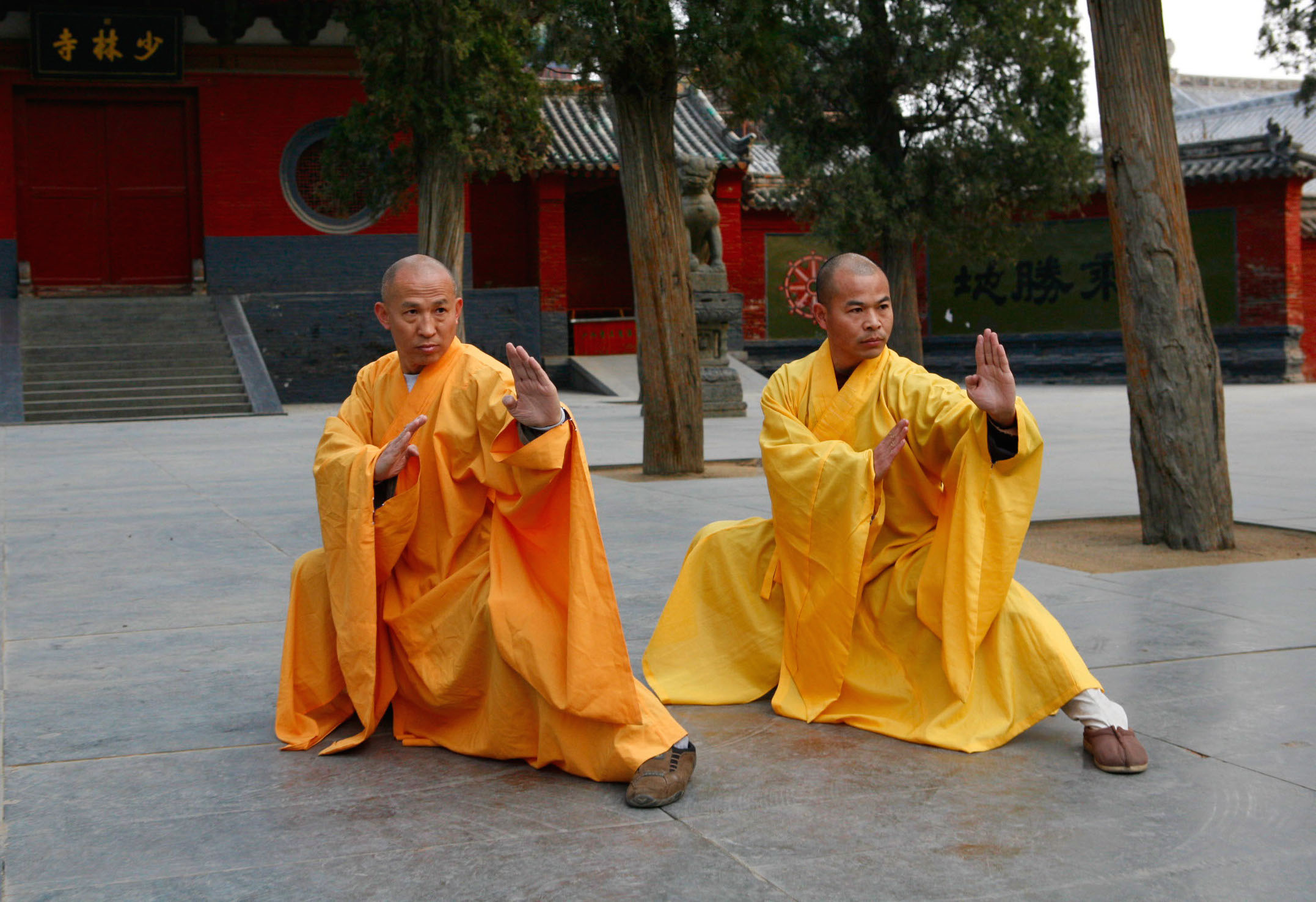
Ши Де Ян і Ши Де Ру, магістри бойових мистецтв